# Wannefeld
Wannefeld este o comună din landul Saxonia-Anhalt, Germania.